# Jaro von Tucholka
Jaro von Tucholka (* 1894 in Posen; † 1978) war eine Dichterin, Übersetzerin und Fotografin aus der Familie Tucholka. Sie porträtierte, vor allem in den 1920er und 1930er Jahren, zahlreiche Prominente, darunter Renée Sintenis, Arnolt Bronnen und Marieluise Fleißer.

## Leben und Werk
Jaro von Tucholka schuf unter anderem den Fotozyklus Tod, in dem Valeska Gert vor der Kamera stand. 1933 zeigte die Galerie Nierendorf ihre Ausstellung Kopf, Hand und Schrift schöpferischer Persönlichkeiten. Zum Thema „Hände“ war bereits 1929 ein Buch mit Fotografien Tucholkas erschienen.
Jaro von Tucholka schloss im Jahr 1931 eine „Kameradschaftsehe“ mit dem Pädagogen und Politiker Friedrich Weigelt. Nachdem 1933 oder 1934 ein Berufsverbot gegen das Ehepaar Weigelt, das Kontakte zur Roten Kapelle hatte, ausgesprochen worden war, gründete Jaro von Tucholka ein Übersetzungsbüro. Friedrich Weigelt arbeitete dort als Angestellter und verdiente in diesen Jahren auch als Filmkomparse etwas Geld. Unter anderem doubelte er für Harry Piel. Außerdem schrieb er für Provinzzeitungen und für den Berliner Rundfunk staatstreue Beiträge. Etwa 1943 erfolgte ein weiterer Einschnitt im Leben Tucholkas. Laut Bernd-Ulrich Hergemöller beschloss das Ehepaar damals unterzutauchen, wohingegen nach Karl-Heinz Steinle ein Bombenschaden die Wohnung des Ehepaars in der Fasanenstraße 67 zerstört und die Bewohner obdachlos gemacht hatte.
Während Friedrich Weigelt in Berlin bei Richard Schultz unterkam, setzte sich Jaro von Tucholka nach Wien ab. Nach Kriegsende traten Jaro von Tucholka und Friedrich Weigelt wieder gemeinsam öffentlich auf und lebten zunächst wieder in Berlin. Nach Weigelts Pensionierung im Jahr 1962 zogen sie nach München. Friedrich Weigelt überlebte seine Ehefrau. Sein Nachlass befindet sich im Besitz des Heimatmuseums Berlin-Neukölln.

## Publikationen
- Rolf Voigt, Hände. Eine Sammlung von Handabbildungen großer Toter und Lebender. Mit einer Einführung in die Handkunde von Rolf Voigt und einem kunsthistorischen Geleitwort von Kurt Pfister, Hamburg (Gebrüder Enoch) 1929